# Đại học Goethe Frankfurt
Đại học Goethe (tiếng Đức: Goethe-Universität Frankfurt am Main) là một trường đại học ở Frankfurt am Main, Đức. Được thành lập vào năm 1914 như một trường đại học của công dân, có nghĩa là được thành lập và tài trợ bởi những công dân tự do giàu có và tích cực của Frankfurt. Tên ban đầu là Đại học Frankfurt am Main. Năm 1932, tên của trường đại học được mở rộng để vinh danh một trong những người con bản xứ nổi tiếng nhất của Frankfurt, nhà thơ, nhà triết học và nhà văn/nhà viết kịch Johann Wolfgang von Goethe. Trường hiện có khoảng 45.000 sinh viên, được phân phối trên bốn cơ sở lớn trong thành phố.
Trường đại học này kỷ niệm 100 năm thành lập vào năm 2014. Nữ chủ tịch đầu tiên của trường đại học, Birgitta Wolff, đã tuyên thệ nhậm chức vào năm 2015. 20 người đoạt giải Nobel đã được liên kết với trường đại học này, bao gồm Max von Laue và Max Born. Trường đại học cũng có liên kết với 18 người chiến thắng giải thưởng danh giá Gottfried Wilhelm Leibniz.
Đại học Goethe là một phần của cụm trường CNTT-sông-Main-Neckar. Đại học Johannes Gutenberg Mainz, Đại học Goethe Frankfurt và Đại học Technische Darmstadt cùng nhau tạo thành Đại học chính-sông-Rhine (RMU).